# Monumentul eroilor căzuți în anii 1916–1918 și 1941–1945 din Suceava

Monumentul eroilor căzuți pentru apărarea patriei în anii 1916–1918 și 1941–1945 din Suceava

Monumentul eroilor căzuți pentru apărarea patriei în anii 1916–1918 și 1941–1945 din Suceava (cunoscut și ca Statuia ostașului din Primul și Al Doilea Război Mondial) este un monument realizat de către sculptorul Vladimir Florea și dezvelit în anul 1957 în municipiul Suceava. Statuia este amplasată în Cimitirul Pacea, aflat pe platoul Cetății de Scaun, în partea de sud-est a orașului.

## Istoric și descriere
Statuia a fost realizată de către sculptorul Vladimir Florea și amplasată în anul 1957 în Cimitirul Pacea, cel mai mare cimitir din Suceava.
Monumentul evocă sacrificiul și eroismul ostașilor români căzuți în Primul Război Mondial și Al Doilea Război Mondial. Statuia simbolizează un ostaș în marș, cu un pistol-mitralieră la piept și echipat de război. Soclul are o formă paralelipipedică și are pe el un altorelief din bronz ce înfățișează o scenă de război, cu ostași ce pornesc la atac cu tricolorul în frunte. Pe soclu, deasupra altoreliefului, se află o placă albă de marmură cu următoarea inscripție: „Recunoștință veșnică eroilor căzuți pentru apărarea patriei în anii 1916–1918 și 1941–1945”. Pe spatele statuii, la bază, se află o altă placă albă de marmură cu inscripția: „Realizat artist sculptor Vladimir Florea 1957”.
Până în anul 2009, când a fost dezvelită statuia „Bucovina înaripată” (inițial amplasată în Piața 22 Decembrie, ulterior mutată în Parcul Drapelelor), statuia ostașului român din Cimitirul Pacea reprezenta locul de depunere a coroanelor de flori cu prilejul sărbătorilor naționale.

## Imagini

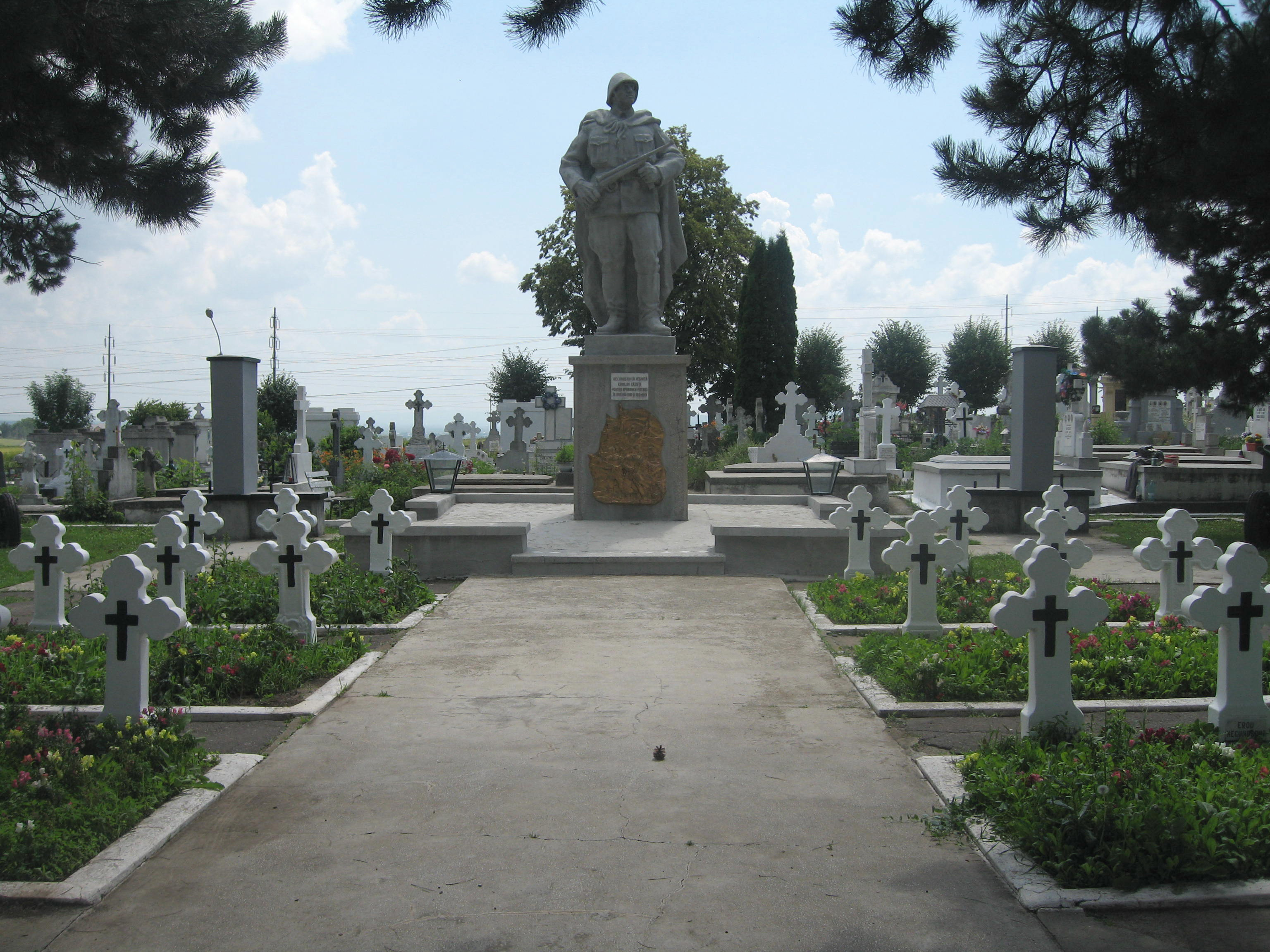
Monumentul eroilor căzuți pentru apărarea patriei în anii 1916–1918 și 1941–1945
Monumentul eroilor căzuți pentru apărarea patriei în anii 1916–1918 și 1941–1945
Monumentul eroilor căzuți pentru apărarea patriei în anii 1916–1918 și 1941–1945
Monumentul eroilor căzuți pentru apărarea patriei în anii 1916–1918 și 1941–1945
Altorelief din bronz amplasat pe soclu, ce înfățișează o scenă de război